# Jacques Sauvageot
Jacques Sauvageot (Dijon, 16 de abril de 1943 - París, 28 de octubre de 2017) fue un dirigente estudiantil francés durante los sucesos en Mayo del 68. Fue dirigente de la UNEF (organización estudiantil de izquierda) y miembro del Partido Socialista Unificado. Fue detenido junto a Daniel Cohn-Bendit por agitador. Ejerció como uno de los representantes estudiantiles durante la sublevación y reivindicó el «poder estudiantil», «las tradiciones anarquistas» y «la autogestión de las empresas por los trabajadores», todo ello apelando al legado de «las revoluciones francesas del siglo XIX». Participó a la cabeza de la manifestación unitaria entre estudiantes y trabajadores del 13 de mayo.
Después de los hechos que le dieron fama, se sumergió en la enseñanza como profesor de historia del arte y director del Instituto de Bellas Artes de Rennes, desapareciendo totalmente de la vida pública. Fue miembro del "Institut Tribune Socialiste" hasta su muerte.

## Citas
Los estudiantes no están ocupando las universidades para divertirse.[cita requerida]